# Castelvetere sul Calore
Castelvetere sul Calore é uma comuna italiana da região da Campania, província de Avellino, com cerca de 1.713 habitantes. Estende-se por uma área de 17 km², tendo uma densidade populacional de 101 hab/km². Faz fronteira com Chiusano di San Domenico, Montemarano, Paternopoli, San Mango sul Calore, Volturara Irpina.

## Demografia
| Variação demográfica do município entre 1861 e 2011                               |
|                                                                                   |
| Fonte: Istituto Nazionale di Statistica (ISTAT) - Elaboração gráfica da Wikipedia |